# Mormonia palaeogama
Mormonia palaeogama är en fjärilsart som beskrevs av Achille Guenée 1852. Mormonia palaeogama ingår i släktet Mormonia och familjen nattflyn. Inga underarter finns listade i Catalogue of Life.